# Jegistorf (Adelsgeschlecht)

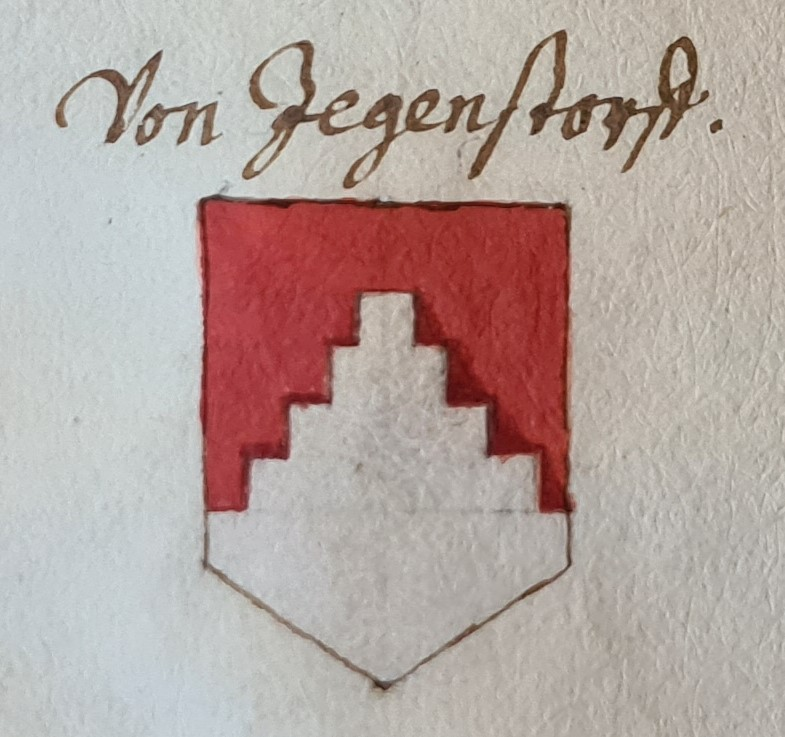
Wappen der Familie von Jegenstorf (um 1745)

Das Geschlecht von Jegistorf war eine aus Jegenstorf stammende Ministerialenfamilie der Zähringer.
Das nach dem gleichnamigen Dorf benannte Geschlecht erscheint 1131 mit Otto und Kuno als Eigenleute der Grafen von Saugern erstmals in den Quellen. Nach dem Tod des Herzogs Berchtold V. von Zähringen gelang ihnen ein sozialer Aufstieg in den Freiherrenstand. In der zweiten Hälfte des 13. Jahrhunderts bestanden verwandtschaftliche Beziehungen zu den Grafen von Buchegg und den Freiherren von Bremgarten und möglicherweise zu den Freiherren von Schwanden. 
Die Jegistorf waren in Bern und Solothurn verburgrechtet. Im 14. Jahrhundert starben die Jegistorf aus.

## Personen
- Hugo von Jegistorf, zähringischer Vasall, um 1175
- Cuno von Jegistorf, Schultheiss von Bern, 1225/26
- Hugo von Jegistorf, Chorherr zu Beromünster, um 1265
- Ulrich von Jegistorf, Propst des Klosters Fahr, 1300 bis 1316